# ایتالیای کوچک (فیلم ۲۰۱۸)
ایتالیای کوچک (به انگلیسی: Little Italy) فیلم کمدی عاشقانه‌ای محصول مشترک آمریکا و کانادا به کارگردانی دونالد پتری است که بر اساس فیلمنامه‌ای از استیو گالوسیو و وینای ویرمانی ساخته شده‌است. بازیگران اصلی این فیلم هایدن کریستنسن، اما رابرتس، آلیسا میلانو، آدام فرارا، گری باسارابا، لیندا کش، دنی آیلو، آندرئا مارتین و جین سیمور هستند.

## بازیگران
- اما رابرتس در نقش نیکی
- هایدن کریستنسن در نقش لئو
- آلیسا میلانو در نقش دورا
- آدام فرارا در نقش سالی
- گری باسارابا در نقش وینس
- لیندا کش در نقش آملیا
- اندرو فنگ در نقش لوئیجی
- کریستینا رزاتو در نقش جینا
- دنی آیلو در نقش کارلو
- آندرئا مارتین در نقش فرانکا
- جین سیمور در نقش کورین

## تولید
در ژوئیه ۲۰۱۷، هایدن کریستنسن، اما رابرتس، آندرئا مارتین، آلیسا میلانو، دنی آیلو، آدام فرارا، گری باسارابا و جین سیمور به بازیگران این فیلم پیوستند که کارگردانی آن را دونالد پتری بر اساس فیلمنامه‌ای از استیو گالوسیو و وینای ویرمانی بر عهده داشت.
پلین دیلون و آجای ویرمانی تهیه‌کنندگان این فیلم بودند و تهیه‌کنندگی اجرایی آن، بر عهدهٔ فرد فوچس، تیفانی کوزون، پاتریک روی و کریستینا کوبتی بود. عکاسی اصلی فیلم در ژوئن ۲۰۱۷ شروع شد.

## اکران
این فیلم در روز ۲۴ اوت ۲۰۱۸ توسط انترتینمنت وان در کانادا اکران شد و در روز ۲۱ سپتامبر ۲۰۱۸ توسط لاینزگیت فیلمز در آمریکا.